# 大寮後庄興濟宮
大寮後庄興濟宮，位於臺灣高雄市大寮區後庄里的一間大道公廟，主奉閩南醫神保生大帝（大道公）。

## 歷史沿革
據鳳山縣采訪冊所記：保生大帝廟，一在後庄，縣東六里，屋五間，額興濟宮，咸豐元年戴國英修建。
日本據台之後，修建臺灣島內鐵路，明治四十一年（公元1908年），鳳山站和九曲堂站之間增設後庄驛；大正五年（公元1916年），基於軍事支需道路拓寬，興濟宮被迫遷移，皇民化運動開始後，許多寺廟神像被日本殖民政府火化升天，興濟宮保生大帝神像在庄民保護下暫奉民宅中，保香火不斷。臺灣光復初期，將暫奉保生大帝的民宅改成簡易廟宇（公厝），民國六十六年（公元1977年），社會經濟日漸進步，興濟宮信徒增多，簡易廟宇已不敷使用，由地方仕紳戴正吉和蔡老課發起重建，同年11月18日入火安座。
由於第一次改建的興濟宮為「樓仔頂廟」，保生大帝奉祀於二樓敬奉不便，加上廟前道路鳳屏一路拓寬，民國100年（公元2011年）由廟內主委戴正吉，委員吳正好提議二次重建，加上當時後庄里里長加上當時後庄里黃義荃里長四處奔走募款重建廟宇基金，最後募得兩千餘萬，同年8月拆除舊廟，至民國104年（公元2015年）12月新廟建築陸續完工，於106年（公元2015年）農曆3月13日入火安座，農曆三月13至17日舉行慶成祈安三朝清醮。

## 祀神
保生大帝、溫府千歲、池府千歲、福德正神、註生娘娘、虎爺、中壇元帥、太歲星君